# Куба (Канзас)
Куба (англ. Cuba) — місто (англ. city) в США, в окрузі Ріпаблік штату Канзас. Населення — 140 осіб (2020).

## Географія
Куба розташована за координатами 39°48′8″ пн. ш. 97°27′26″ зх. д. / 39.80222° пн. ш. 97.45722° зх. д. (39.802088, -97.457305).  За даними Бюро перепису населення США в 2010 році місто мало площу 0,79 км², уся площа — суходіл. В 2017 році площа становила 0,75 км², уся площа — суходіл.

## Демографія
Згідно з переписом 2010 року, у місті мешкало 156 осіб у 79 домогосподарствах у складі 48 родин. Густота населення становила 197 осіб/км².  Було 131 помешкання (166/км²).
Расовий склад населення:
| - 96,8 % — білих - 1,3 % — корінних американців |

До двох чи більше рас належало 1,9 %. Частка іспаномовних становила 0,0 % від усіх жителів.
За віковим діапазоном населення розподілялося таким чином: 12,8 % — особи молодші 18 років, 57,1 % — особи у віці 18—64 років, 30,1 % — особи у віці 65 років та старші. Медіана віку мешканця становила 55,8 року. На 100 осіб жіночої статі у місті припадало 105,3 чоловіків;  на 100 жінок у віці від 18 років та старших — 103,0 чоловіків також старших 18 років.
Середній дохід на одне домашнє господарство  становив 45 963 долари США (медіана — 42 500), а середній дохід на одну сім'ю — 53 131 долар (медіана — 56 750). За межею бідності перебувало 10,4 % осіб, у тому числі 5,1 % дітей у віці до 18 років та 10,2 % осіб у віці 65 років та старших.
Цивільне працевлаштоване населення становило 95 осіб. Основні галузі зайнятості: роздрібна торгівля — 25,3 %, мистецтво, розваги та відпочинок — 16,8 %, освіта, охорона здоров'я та соціальна допомога — 15,8 %.